# Réhon
Réhon is een gemeente in het Franse departement Meurthe-et-Moselle (regio Grand Est). Réhon telde op 1 januari 2022 3.811 inwoners.
De gemeente maakt deel uit van het arrondissement Briey en, tot de gemeente in het begin van 2015 werd toegevoegd aan het kanton Longwy, maakte het deel uit van het Kanton Mont-Saint-Martin.

## Geografie
Réhon ligt aan de rivier de Chiers. De oppervlakte van de gemeente bedroeg op 1 januari 2022 3,73 vierkante kilometer; de bevolkingsdichtheid was toen 1.021,7 inwoners per km².

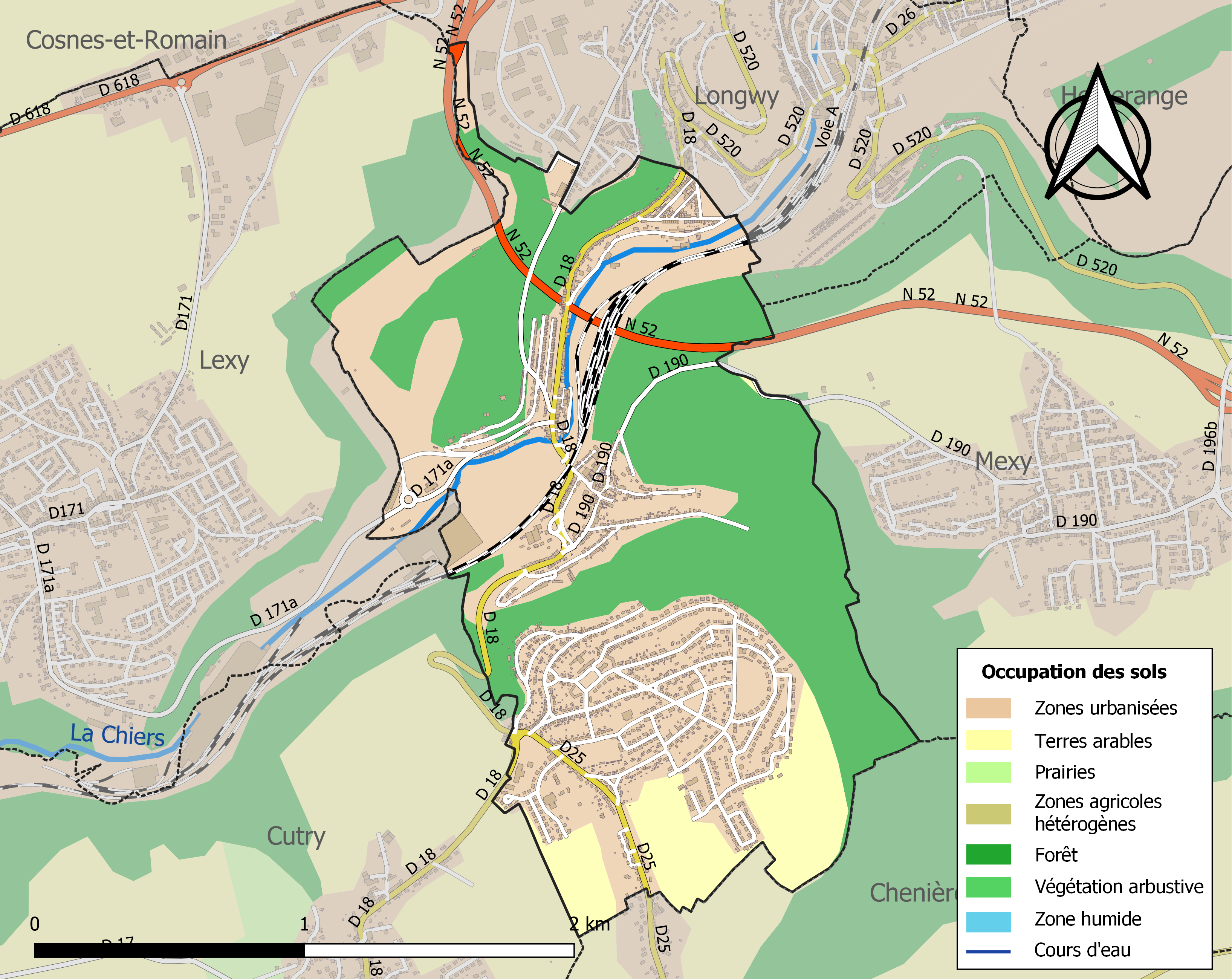
Kaart van de gemeente met de belangrijkste infrastructuur, bodemgebruik en omliggende gemeenten

## Demografie
Onderstaande figuur toont het verloop van het inwonertal (bron: INSEE-tellingen).

## Geboren in
Jean-Marc Reiser (1941-1983), tekenaar